# صفاء هادي جواد الحبوبي
الدكتور صفاء هادي جواد الحبوبي هو مهندس وسياسي عراقي، ولد في الناصرية في 1 تموز 1946.
درس في فرنسا، وشغل منصب نائب مدير هيئة التصنيع العسكري، ثم شغل منصب وزارة النفط العراقية للفترة من 5 أيلول 1993 حتى 30 حزيران 1995. شغل بعدها منصب مستشار لرئيس الجمهورية حتى احتلال العراق سنة 2003.
شغل منصب مدير شركة شركة ماتريكس تشرشل التي كانت تساعد العراق في الحصول على أسلحة خلال حرب الخليج الأولى وحتى بعد حرب الكويت.
ورد اسمه ضمن قائمة للعقوبات حسب قرار مجلس الأمن التابع للأمم المتحدة رقم 1518 في سنة 2003 المتعلق بالوضع بين العراق والكويت، الذي ينص على أنه يتعين على جميع الدول الأعضاء التي توجد فيها أموال وأصول مالية وموارد اقتصادية أخرى يملكها أو يسيطر عليها أفراد أو كيانات من المدرجين في قائمة الأفراد المنشأة عملا بالقرار 1483 (2003) أو قائمة الكيانات المنشأة عملا بالقرار 1483 (2003) أن تجمد تلك الأصول دون تأخير وتعمل على نقلها فورا إلى صندوق تنمية العراق.. وبهذا نفذ القرار على شركتين بريطانيين كان هو في إدارتيها.
أزيل اسمه من قائمة عقوبات مكتب مراقبة الأصول الأجنبية في كانون الثاني 2012.

## الشركات التي عمل في إدارتها
عمل صفاء الحبوبي مديرا لمنشأة نصر العامة التي تأسست سنة 1984، أما الشركات التي عمل فيها سابقا ملغاة حاليا:
| اسم الشركة                             | بداية شغل المنصب    | نهاية شغل المنصب     |
| -------------------------------------- | ------------------- | -------------------- |
| T.M.G. ENGINEERING LIMITED             | 21 كانون الأول 1991 | غير متاح             |
| TECHNOLOGY & DEVELOPMENT GROUP LIMITED | 21 كانون الأول 1992 | 13 تشرين الثاني 2007 |
| Matrix Churchill                       | ?                   | ?                    |

## روابط خارجية
- الدكتور صفاء هادي جواد الحبوبي وزير النفط في العراق للفترة بين (1993-1995) على يوتيوب
- مقالة Safa al Habobi على موقع sourcewatch.org باللغة الإنجليزية.